# Concerto per pianoforte e orchestra n. 2 (Rachmaninov)
Il Concerto per pianoforte e orchestra n. 2 in do minore, Op. 18 è il più popolare ed eseguito dei quattro concerti per pianoforte del compositore russo Sergej Vasil'evič Rachmaninov, nonché uno dei concerti per pianoforte più famosi di tutti i tempi. Fu composto tra il 1900 ed il 1901.

## Storia della composizione
Dopo il clamoroso insuccesso di pubblico e di critica della sua prima sinfonia, Rachmaninov cadde in una profonda crisi artistica. Affidatosi alle cure del professor Nikolaj Dahl, il compositore si riprese e scrisse in breve tempo il secondo e il terzo movimento del concerto. Lo stesso autore li eseguì a Mosca il 15 settembre 1900 nella Sala della nobiltà, ottenendo una grandiosa accoglienza da parte del pubblico presente. Rigenerato da questo ritorno sulla scena, ultimò la partitura e la dedicò a Dahl; la prima esecuzione integrale, con il compositore stesso come solista e il cugino Aleksandr Ziloti alla direzione d'orchestra, ebbe luogo alla Società Filarmonica di Mosca il 27 ottobre 1901.

## Struttura della composizione

### I - Moderato
Il primo movimento è caratterizzato da due temi che si intrecciano: il primo, in tonalità minore, maestoso e quasi marziale, che conferisce tono drammatico e incalzante; il secondo in tonalità maggiore, più cantabile, è una dolce melodia di grande intensità.
Il pianoforte esordisce con pesanti accordi che introducono una drammatica atmosfera . Successivamente viene presentato il primo tema esposto dagli archi (violini più viole, mentre i bassi scandiscono il tempo) e dal clarinetto, ripreso poi con grande enfasi dal pianoforte solo.
L'atmosfera cambia con l'introduzione del secondo tema che chiude l'esposizione. Si torna quindi al primo tema, esposto da oboe, clarinetto e viole, con conseguente parentesi virtuosistica del solista.
Il culmine si ha con la riproposizione del secondo tema, con i violini aggiunti a clarinetto e viole che anticipano l'ingresso enfatico del pianoforte.
La ripresa si apre con il ritorno al tempo di marcia, a cui segue il melodioso canto del solista, questa volta accompagnato da legni, corni e archi. Lo stacco del corno solo si impone per portare al ritorno del secondo tema, ripreso da tutta l'orchestra.
La coda, introdotta dai virtuosismi del pianoforte, si conclude con perentori accordi orchestrali.

### II - Adagio sostenuto
Il pianoforte esordisce con un delicato arpeggio in terzine sull'accompagnamento leggero di archi con sordina, clarinetti, fagotti e corni. Il flauto solista espone un tema dolcissimo, ripreso in successione dal clarinetto. Quindi il pianoforte si scambia con il clarinetto, che lo accompagna quasi in un duetto. I violini intervengono a rompere il tema, che evolve in una seconda parte più animata, dove il pianoforte elabora il materiale tematico, con interventi di fiati e archi, in un progressivo climax espressivo fino all'esplosione sonora di tutta l'orchestra.
Dopo una cadenza del solista, si ritorna alla tenue prima parte del tema, proposta in crescendo, fino a sfumarsi definitivamente, con l'ultima voce affidata alle note ritenute del pianoforte.

### III - Allegro scherzando
Il terzo movimento riprende il tono marziale del primo movimento, ma con un'atmosfera più ironica. Il primo tema ha un carattere guizzante, saltellante; dopo una sua elaborazione, si arriva al secondo tema, dolcemente cantabile, presentato dalle viole e dall'oboe e ripreso dal pianoforte, tema che indubbiamente può essere considerato tra i più belli e i più celebri fra tutti quelli composti da Rachmaninov. Lo sviluppo centrale si basa sul primo tema, che viene spezzettato ed alternato fra il solista e vari strumenti, con un accenno di un passo fugato. Questo sviluppo si salda praticamente con la ripresa, che si afferma con il ritorno, adesso con i violini, del secondo tema. Da qui deriva una nuova elaborazione prevalentemente mossa che porta, con il cambio della tonalità in do maggiore, alla trionfale affermazione del secondo tema (che quindi è il vero protagonista del finale) a piena orchestra. Segue una breve coda nuovamente mossa che in un clima ora festoso e trascinante porta alla conclusione. Terminano il brano tre accordi ripetuti che rappresentano la firma ritmica del compositore: ta- tatata (Rach - maninov).
Esiste una leggenda riguardo al famosissimo secondo tema di questo movimento.
A detta del critico Leonid Sabaneev tale tema non sarebbe di Rachmaninov, ma di un suo amico, Nikita Morozov. Ascoltando un brano di Morozov, Rachmaninov avrebbe detto: "Oh, ma è una melodia che avrei potuto comporre io". "Ebbene, perché non te la prendi?", avrebbe risposto Morozov, e Rachmaninov non si sarebbe fatto pregare.

## Discografia
- Arthur Rubinstein, N.B.C. Symphony Orchestra, Vladimir Golschmann, La Voce del Padrone QALP 161, 1955
- Julius Katchen, New Symphony Orchestra of London, Anatole Fistoulari, Decca Mono ACL6
- Leonard Pennario, The St. Louis Symphony Orchestra, Vladimir Golschmann, Capitol, Full Dimensional Sound P-8302
- Julius Katchen, London Symphony Orchestra, Georg Solti, Decca Stereo SXL 2076, 1959
- Philippe Entremont, New York Philharmonic, Leonard Bernstein, Sony classical, SBK89132
- Svjatoslav Richter, Orchestra Filarmonica di Varsavia, Stanisław Wisłocki, Deutsche Grammophon, 415 119-2 GH, 1960
- Alexis Weissenberg,  Berliner Philharmoniker, Herbert von Karajan, Video, Reg. Berlino, Philharmonie, 1974 (live)
- Nelson Freire, Orchestra Filarmonica di S. Pietroburgo, Aleksandr Dmitrev, Video
- Ivan Drenikov, Orchiestra nazionale della radio e televisione bulgara, Jean-Pierre Wallez, LP Balkanton, LP Forlane, Laserlight CD, 1982
- Juri Bukov, Orchestra Sinfonica di Vienna, Jean Fournet, Fontana 894010 ZKY
- Sergej Rachmaninov, Philadelphia Orchestra, Leopold Stokowski, Membran 231059/J, 1927, Grammy Hall of Fame Award 1976
- Nikolaj Luganskij, City of Birmingham Symphony Orchestra, Sakari Oramo, Warner Classics, 2005
- Vladimir Aškenazi, Orchestra Filarmonica di Mosca, Kirill Kondrašin, Decca Legends 466 375-2 DM, 1963
- Vladimir Aškenazi, London Symphony Orchestra, André Previn, registrato alla Kingsway Hall di Londra nell'aprile 1970, Decca

## Cultura di massa
- Parte del concerto, nell'esecuzione di Claudio Arrau, è presente nel film Rapsodia (1954) di Charles Vidor come brano in cui si esibisce un giovane pianista virtuoso, James Guest, impersonato dall'attore John Ericson. Protagonisti del film sono Elizabeth Taylor e Vittorio Gassman.
- Parte del concerto è utilizzata nel film Quando la moglie è in vacanza con Marilyn Monroe.
- È utilizzato come sigla de La Storia siamo noi, programma di Rai Storia.
- Compare all'inizio del film Breve incontro di David Lean. È la musica udita alla radio che spinge la protagonista, Laura, a raccontare il suo amore extraconiugale.
- Il primo movimento viene eseguito nell'episodio 11 dell'anime Nodame Cantabile.
- Viene usato come colonna sonora nella saga della "Torre del paradiso" nell'anime Fairy Tail
- Il brano All by Myself, scritto ed eseguito da Eric Carmen nel 1975, prende in prestito a piene mani dal secondo movimento del concerto per pianoforte n. 2 di Rachmaninov, che Carmen credeva fosse di pubblico dominio. Solo dopo la pubblicazione del disco Carmen si rese conto che così non era e, per evitare una causa, dovette trovare un accordo con gli eredi del compositore.
- Gli arpeggi iniziali del pianoforte del secondo movimento sono stati utilizzati nella colonna sonora del film Hereafter di Clint Eastwood (2010).
- Il concerto è l'incalzante tema del film Tornare per rivivere, con Annie Girardot e Michel Piccoli, per la regia di Claude Lelouch.
- Il tema cantabile del primo movimento è riproposto dal trombone nella colonna sonora dell'episodio 126 di Tom & Jerry.
- Il concerto è alla base dell'intreccio del romanzo La consistenza dello spirito, di Sara Elisa Stangalino-Schulze (ed. Diastema, 2022).